# Novinky.cz
Novinky.cz je od roku 2003 jeden z nejnavštěvovanějších zpravodajských serverů na českém internetu, provozovaný jako on-line magazín deníku Právo a společnosti Seznam.cz. Zároveň se snaží o úzkou spolupráci s dalším projektem firmy Seznam.cz, s internetovou televizí Stream.cz. V roce 2010 web získal v soutěži Křišťálová Lupa 2. místo v kategorii média – všeobecná, 1. místo získal web iDNES.cz a třetí místo Aktuálně.cz.

## Historie

### Projekt Seznamu
Historie zpravodajského serveru Novinky.cz je doložitelná od roku 1998, kdy vycházely s logem projektu Seznam, který byl rovněž v zápatí uveden jako vydavatel, a měly charakteristické žlutozelené provedení. Provozovatelem byl zpočátku Ivo Lukačovič jako živnostník, později Seznam a. s. Šéfredaktorem Novinek.cz byl v červenci 1998 Petr Matoušek, projekt fungoval na bázi článků od placených přispěvatelů. Již krátce po svém vzniku se v létě 1998 dostaly Novinky mezi nejnavštěvovanější české zpravodajské servery.

### Spolupráce Seznamu a deníku Právo
Od začátku roku 2003 web spustil on-line zpravodajství, radikálně změnil uspořádání i barevné ladění do kombinace červené s kaštanovou hnědočervenou barvou a v záhlaví se začal označovat jako „on-line magazín deníku PRÁVO & portálu Seznam.cz“. Spoluvydavatelem se stala společnost Borgis a. s., která je vydavatelem deníku Právo. Od úterý 13. září 2005 zmizelo menu na levé straně stránky a bylo nahrazeno méně výrazným v záhlaví pod nadpisem (po vzoru konkurenčních zpravodajských portálů iDNES a iHned), přičemž logo, barevné ladění i celkový dojem zůstaly zachovány, kaštanová červeň nepatrně ztmavla a prostorové uspořádání se stalo vzdušnějším, méně nahuštěným, s fixní šířkou sloupce článků 750 pixelů u levého okraje obrazovky, výrazně se zmodernizoval způsob zobrazování obrázků listováním v jejich galerii u článku. Čtenářské komentáře k článkům se přemístily z pravého sloupce do prostoru pod článkem a objevila se možnost označovat „hodnotné“ diskusní příspěvky. Recenzent Lupy kritizoval přetrvávající nízkou jazykovou kulturu, míru gramatických chyb a „amatérskou typografii“ článků, například kombinaci bezpatkového fontu Arial v textu článků s patkovými titulky fontu Times, špatná práce s vertikálními mezerami a rozestupy textu, porušování základních zvyklostí pro proklady, rozestupy a vzájemné vztahy úseků textu.
Podle výsledků auditu iDot.cz na začátku března 2003 v průběhu volby prezidenta České republiky, dva měsíce po spuštění on-line zpravodajství, návštěvnost Novinek počtem přes 142 tisíc unikátních uživatelů denně předstihla zpravodajský server iDNES.cz a mezi všemi českými weby se Novinky dostaly na druhé místo, za Seznam.cz. Do výsledku Novinek.cz podle iAuditu však byly zařazeny i domény, v jejichž výsledcích byly zahrnuty domény jako dovolena.seznam.cz, kultura.seznam.cz, letenky.seznam.cz a několik dalších, které jsou společnými sekcemi Seznamu i Novinek a jejichž objem tvořil asi šestinu celkového výsledku Novinek.
Začátkem ledna 2007, kdy čtenost Novinek.cz podle informace Novinek.cz poprvé přesáhla milion čtenářů za den, měly nejvýznamnější konkurenční zpravodajské portály výrazně nižší návštěvnost, iDNES.cz necelý půlmilion čtenářů denně a Aktuálně.cz necelých 200 tisíc. Novinky.cz tak byly druhým nejnavštěvovanějším webem českého internetu a předčil je jen sesterský či spíše mateřský web Seznam.cz s návštěvností 2,4 milionu denně.
V březnu 2009 došlo k další významné změně designu a členění. Server rovněž avizoval zrušení veřejné anonymní diskuse pod články a nahradil je diskusemi, do nichž mohou přispívat pouze uživatelé, kteří prošli korespondenční registrací (potvrzení identity pomocí listovní pošty) a příspěvky se zobrazují s jejich jménem, příjmením a názvem obce. Zároveň byla zpřísněna pravidla pro zveřejňování příspěvků. U článků, které se týkaly kontroverznějších témat, například Romů či komunistů, diskuse kvůli vulgaritám a útokům do té doby ani nebyla otevírána. Václav Strnad se pokusil založit nezávislé diskuse k článkům na Novinkách na webu www.diskuse-novinky.cz, ale tento projekt se dlouhodobě neuchytil a zanikl. Návštěvnost zpravodajských webů nebyla radikálním omezením diskusí na Novinkách zásadně ovlivněna. Pro velký zájem byla registrace nových diskutujících úplně zastavena.
S podobnými restrikcemi následně přišly i některé významné konkurenční servery, mezi první následovníky patřil web tn.cz, který diskuse dočasně zcela zablokoval a staré diskuse znepřístupnil. iDNES.cz později přišel s bodovým systémem odměňování a trestání diskutérů.
Podle měření NetMonitor společnosti Mediaresearch byly v prosinci 2014 Novinky.cz třetím nejnavštěvovanějším českým webem v těsném závěsu za iDNES.cz s odhadovaným počtem přes 4 miliony návštěvníků, první místo si držel Seznam.cz s více než 6 miliony. Pokud se vyhodnocovali pouze návštěvníci z České republiky, Novinky.cz byly před iDNES.cz.
V květnu 2011 uvádí server siteinfo.cz Novinky.cz jako pátý nejnavštěvovanější český web, předstihuje je Seznam.cz, iDNES.cz, Centrum.cz a Lidé.cz, následuje je Stream, Super, Aukro, Stesti a Mapy.

### Kritika v souvislosti s izraelsko-palestinským konfliktem
V prosinci 2023 server Novinky.cz po dvou hodinách od zveřejnění smazal rozhovor s česko-palestinskou designérkou mající příbuzné v Gaze, která vyjádřila svůj názor na počínání Izraele ve válce s Hamásem na území Gazy, a ukončil spolupráci s jednou z autorek rozhovoru. Vedení Novinek to zdůvodnilo tím, že rozhovor byl „propalestinský“ a neshoduje se s „jednotností“ zpravodajství na Novinkách. Podle Jana Motala, experta na mediální etiku z MUNI a UPOL, „Pokud nějaký text projde celým redakčním procesem a není v něm faktická chyba, vyhodit za to redaktora nebo redaktorku je nesmysl. Nejen z hlediska principů novinářské práce, ale i kvůli pracovním vztahům. Lidé, kteří v redakci pracují či jsou v ní zaměstnaní, by měli předpokládat, že pracují v prostředí, kde se nemusí obávat o to, že je po vypuštění jejich – odsouhlaseného – výsledku práce propustí.“